# Antedio
Antedio (o Anted; fl. I secolo a.C.-I secolo) era un antico re degli Iceni, una tribù britannica che abitava l'attuale contea di Norfolk in Gran Bretagna dal I secolo a.C. circa fino al I secolo d.C.

## Storia
Antedio salì al potere nel 25 d.C., succedendo al sovrano Can. Le fonti indicano che Antedio rimase neutrale durante l'invasione romana della Gran Bretagna nel 43 d.C.
Antedio coniò monete con il proprio nome - Anted - ma in seguito ritirò l'emissione, probabilmente sotto la pressione di altri nobili iceni quindi fece coniare altre monete recanti la scritta “Ecen” in riferimento all'etnonimo. È molto probabile che Antedio sia morto prima della fine della guerra di Icenia del 47 d.C.. Fu il marito di Boudicca.
Gli successe Prasutago.